# En Fiasko
En Fiasko er en dansk stumfilm fra 1920, der er instrueret af Lau Lauritzen Sr. efter manuskript af Helen Gammeltoft.

## Handling
Denne artikel mangler et handlingsreferat. Hjælp os med at skrive det.

## Medvirkende
- Rasmus Christiansen - Forgældet frier
- Agnes Andersen - Velhavende ung dame
- Johannes Ring